# Eleanor Put Your Boots On
Eleanor Put Your Boots On släpptes som singel av den brittiska indierockgruppen Franz Ferdinand den 17 juli 2006. Bandet spelade in en "pop-version" av låten Eleanor Put Your Boots On, från albumet You Could Have It So Much Better, i Benton Harbor, Michigan.

## Låtlista
1. Eleanor Put Your Boots On
2. Ghost In A Ditch
3. Fade Together (Avalanches remix)